# Museo de Minería Porfirio Padilla Lara
Museo de Minería Porfirio Padilla Lara, es un museo que exhibe piezas relacionadas con la minería y geología  ubicado en la zona centro de Hermosillo capital del estado de Sonora, inaugurado en julio de 2023, que cuenta con muestras de minerales, una exposición fotográfica.

## Minería en Sonora
Sonora en el año 2023, fue el estado de mayor producción minera en México, a la par de Zacatecas, siendo el cobre su principal producto explotado, y el de mayor superficie concesionadas a la minería con 3 millones de hectáreas, para el 19% nacional, y el 31.4 % de la producción total en México,y así, la actividad minera se encuentra presente en 39 municipios, de los cuales 23 la registran como la actividad económica principal, y genera más de 20 mil empleos directos y 100,000 indirectos debido a la red de proveeduría, de las cuales, 20 son minas grandes y medianas, y 50 pequeñas, siendo las más grandes de México en oro de Caborca y cobre en Cananea y Nacozari y 4 plantas fundidoras y de refinación.

## Las instalaciones
La conformación del proyecto, construcción y apertura del museo fue promovida y patrocinado por la Asociación de Ingenieros Mineros, Metalurgistas y Geólogos de México (AIMMGM). El museo cuenta con 134 muestras de minerales como cuarzo, cobre, grafito, carbón, rosas del desierto, piritas, maquita, selenita, cristales, en diferentes formas y colores.donde muestra diferentes procesos y operaciones mineras. 

## El nombre
Porfirio Padilla Lara, fue un ingeniero y empresario minero cofundador de la minera el Cascabel, quien falleció en 2020. Fue un promotor regional de la cultura minera, donde impulsó fuertemente la creación del Museo paleontológico de Fronteras, por lo que la  AIMMGM, decidió asignar al museo con su nombre.